# Wyspy Chatham
Wyspy Chatham (ang. Chatham Islands, moriori Rekohu, maor. Wharekauri) – archipelag położony niemal 800 km na wschód od Christchurch w Nowej Zelandii. Składa się z około 10 wysp, z czego dwie największe Chatham i Pitt są zamieszkane. Łącznie wyspy zajmują powierzchnię 966 km², a ich ludność to 609 mieszkańców (2006). Większość stanowi ludność pochodzenia europejskiego, ok. 30% ludności to tubylcy – Maorysi i lud Moriori. Główna osada Wysp Chathama to Waitangi, zamieszkuje ją około 200 osób.

Flaga Wysp Chatham (lokalna)

Administracyjnie Wyspy Chatham od 1842 r. należą do Nowej Zelandii.

## Geografia
Ten niewielki archipelag składa się z dwóch zamieszkanych wysp, Chatham i Pitt. Pozostałe małe wysepki mają status rezerwatów i są w większości niedostępne dla mieszkańców wysp głównych i turystów. Wyspy są pagórkowate, Pitt bardziej niż Chatham, aczkolwiek najwyższy punkt archipelagu (299 m n.p.m.) znajduje się na płaskowyżu w najbardziej na południe wysuniętym punkcie wyspy głównej. Wyspę główną zajmuje wiele jezior i lagun, przy czym największą jest Whanga Lagoon. Największymi jeziorami Chatham są Huro i Rangitahi. Na Rekohu znajduje się kilka strumieni, z największymi Te Awainanga i Tuku.
Nazwy poszczególnych wysp podane zostały kolejno w językach moriori, angielskim i maoryskim:
- Rekohu / Chatham Island / Wharekauri
- Rangiaotea / Pitt Island / Rangiauria
- Rangatira / South East Island / Rangatira
- Nieznana /The Fort / Mangere
- Nieznana / Little Mangere / Tapuenuku
- Motuhope / Star Keys /Motuhope
- Rangitatahi / The Sisters / Rangitatahi – około 16 km na północ od Przylądka Pattison na wyspie Chatham
- Motuhara / Forty-Fours / Nieznana – około 50 km na wschód od wyspy Chatham.

Linia zmiany daty przebiega na wschód od Chatham, mimo że wyspy leżą na wschód od południka 180°. W rezultacie Wyspy Chatham mają swoją własną strefę czasową, 45 minut wcześniejszą od czasu Nowej Zelandii. Wyspy Chatham stanowią punkt antypodowy dla francuskiego departamentu Hérault w regionie Langwedocja-Roussillon.
Wyspy Chatham, a dokładnie wysepka Rangatira (South East Island), są najdalej położonym od Polski skrawkiem lądu. Od Warszawy dzieli je 18 450 km.

## Przyroda

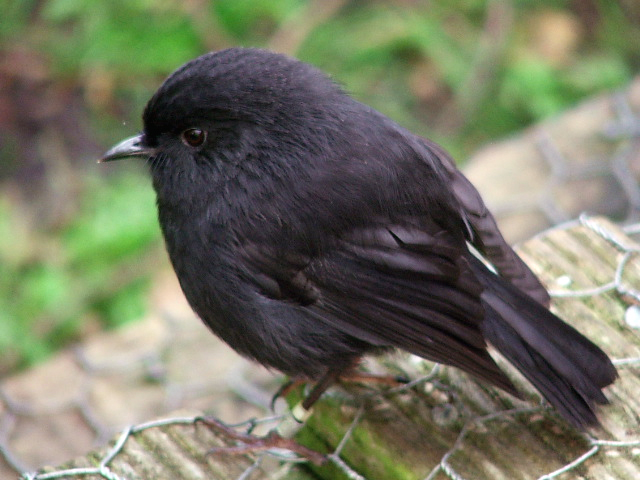
Skalinek czarny na wyspie Rangatira (ang. South East Island)

Większość obszaru obu wysp głównych pokrywają pastwiska i wrzosowiska, jednakże istnieje nieco obszarów zalesionych. Niektóre z wysp, w przeszłości ogołocone z lasów dla celów rolniczych, obecnie stanowią rezerwaty unikalnej flory i fauny archipelagu.
Flora wysp obejmuje 388 gatunków roślin, spośród których aż 47 to endemity tego archipelagu. Należą do nich m.in.: Myosotidium hortensium, Brachyglottis huntii, Astelia chathamica, Aciphylla dieffenbachii, Geranium traversii, Olearia semidentata, O. chathamica, Embergeria grandifolia. Do charakterystycznych cech miejscowej flory należą gatunki osiągające okazałe rozmiary, będące największymi przedstawicielami swoich rodzajów. Do przykładów należy: Coprosma chathamica, Hebe barkeri i Olearia traversii (jeden z najbardziej okazałych, drzewiastych przedstawicieli rodziny astrowatych). Pierwotnie wyspa była pokryta w 90% mozaiką lasów i zarośli, w pozostałej części mokradłami. Współcześnie pozostałości nawiązujących do naturalnych ekosystemów zachowywane są w sieci obszarów chronionych.
Wyspy są siedliskiem kilku endemicznych gatunków ptaków. Najbardziej znanymi są petrel reliktowy i skalinek czarny, oba zagrożone wyginięciem przed objęciem ochroną gatunkową. Innymi endemicznymi gatunkami fauny są ostrygojad krótkodzioby, krzakówka długodzioba, garlica szarorzytna (inaczej parea, gołąb chathamski), modrolotka szmaragdowa, bekas wyspowy, sieweczka koroniasta i kormoran plamisty.

## Historia
Pierwszymi ludźmi, którzy zasiedlili wyspy Chatham, było spokrewnione z Maorysami polinezyjskie plemię, które osiedliło się tu około roku 1500 n.e. i po latach izolacji zaczęło określać się mianem ludu Moriori. Ich liczebność nigdy nie przekraczała 2000 osób. Umiejętności uprawy roli, z jakimi przybyli na Chatham, okazały się nieprzydatne w chłodnym klimacie wysp, w związku z czym zaczęli pędzić życie łowców-zbieraczy, zdobywając pożywienie z morza i miejscowej roślinności. Skoro ich nowe otoczenie uniemożliwiło budowę jednostek pływających pozwalających na dalsze podróże oceaniczne, Moriori zbudowali waka korari, na wpół-zanurzoną łódź, zbudowaną z włókna lnianego i pokrytą pęcherzami powietrznymi z morskich wodorostów. Takie łodzie używane były do podróży na bardziej oddalone wyspy archipelagu w celu zbierania jaj ptasich. Społeczność Moriori należała do wyjątkowo pokojowo nastawionych, a rozlew krwi został zakazany przez wodza Nunuku po wielu latach walk. Spory były rozwiązywane poprzez głosowanie, lub też poprzez pojedynki, przy czym walczono do pierwszej krwi, kiedy następował koniec walki.
Nazwa „Chatham Islands” pochodzi od statku HMS Chatham, którego kapitan, William R. Broughton wylądował tu 29 listopada 1791 roku, ogłosił przynależność wysp do Zjednoczonego Królestwa i nazwał wyspy imieniem ówczesnego szefa Royal Navy, lorda Chathama, którego krewny, Thomas Pitt, był członkiem wyprawy.
19 listopada 1835 roku dobił do brzegów głównej wyspy archipelagu brytyjski statek z 500 Maorysami na pokładzie, uzbrojonymi w strzelby, pałki i siekiery (5 grudnia dobił drugi statek z 400 Maorysami). Rozpoczęła się masakra. Moriorysi byli zabijani lub przekształcani w niewolników. Moriori, który przeżył, wspominał: "Maorysi zabijali nas jak owce... byliśmy przerażeni, uciekaliśmy w krzaki, szukając kryjówek w każdej dziurze w ziemi, byle tylko uciec naszym prześladowcom. Nic to nie dawało; znajdowano nas i zabijano – mężczyzn, kobiety i dzieci, bez różnicy". A Maoryscy napastnicy mówili o swej akcji tak: "Wzięliśmy [wyspę] w posiadanie... zgodnie z naszym zwyczajem i wyłapaliśmy wszystkich ludzi. Nikt [nam] nie uszedł...".
Moriorysi, którzy przeżyli, stali się niewolnikami najeźdźców z klanów Ngati Tama i Ngati Mutunga; zakazano im zawierania małżeństw pomiędzy sobą i posiadania wspólnych dzieci. Wielu zmarło z rozpaczy. Wiele morioryskich kobiet miało później dzieci ze swymi panami. Niewielki odsetek spośród nich wszedł w związki małżeńskie z Maorysami lub Europejczykami. Część została wywieziona z wyspy i nigdy nie wróciła. Dzisiaj lud Moriori przeżywa renesans, zarówno na Rekohu jak i w Nowej Zelandii. Morioryska kultura odżyła, a w styczniu 2005 roku miało miejsce uroczyste otwarcie Kopinga Marae (domu spotkań).
W roku 1843 na Chatham przybyła spora grupa Niemców, misjonarzy luterańskich. Wielu dzisiejszych mieszkańców wyspy uważa się za ich potomków.

## Zaludnienie

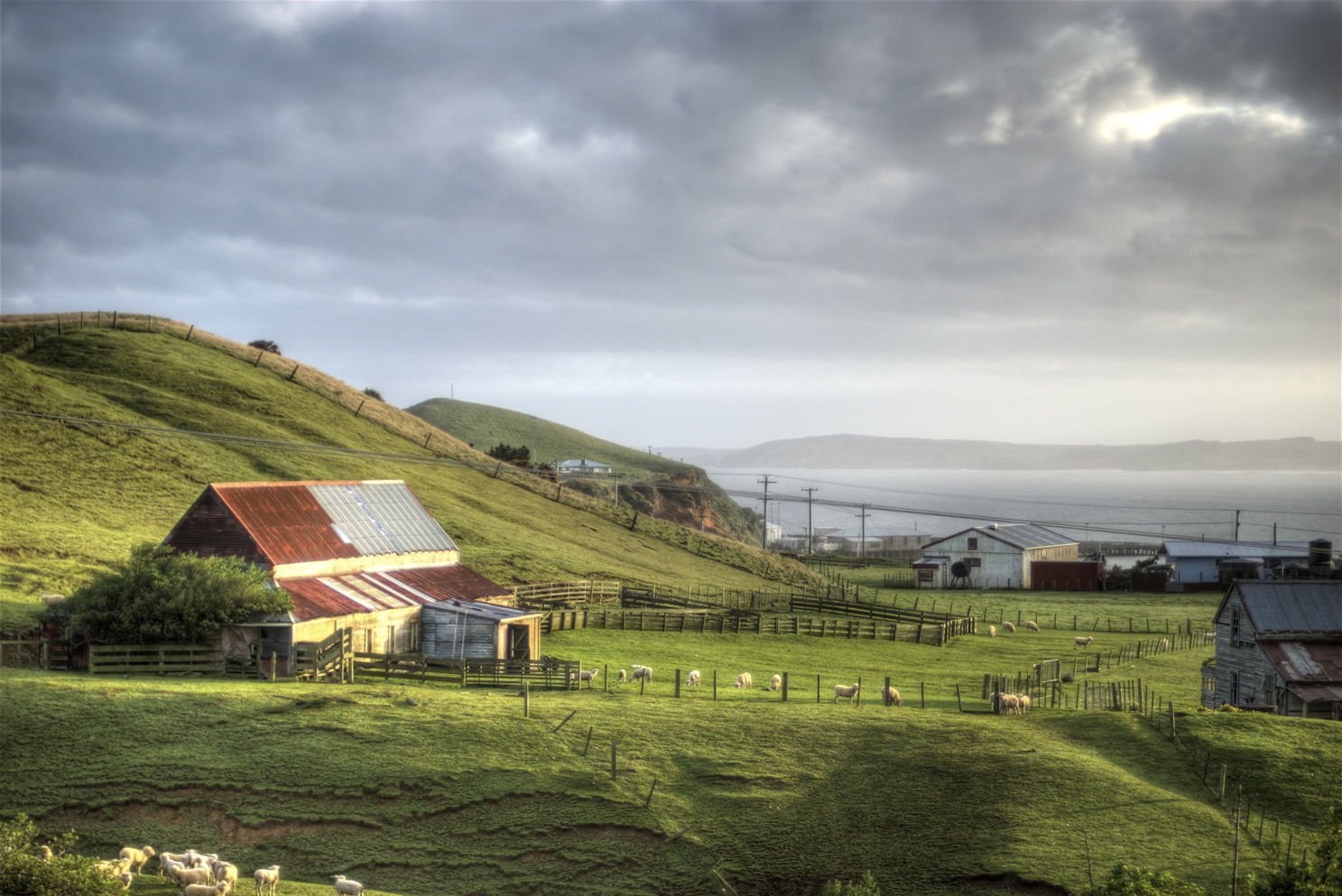
Głównym zajęciem mieszkańców jest hodowla owiec

Wyspy Chatham i Pitt są zamieszkane, ich 609 mieszkańców posiada europejskie (66%), maoryskie i morioryskie korzenie. Główną osadą jest miasteczko Waitangi na wyspie Chatham; zamieszkuje je około 200 osób. Inne osady to Te One i Kaingaroa (gdzie mieszczą się dwie szkoły podstawowe; trzecia szkoła znajduje się na wyspie Pitt). Na wyspach znajdują się również dwie osady rybackie, Owenga i Port Hutt.
W Waitangi znajduje się szpital z jednym lekarzem, bank, kilka sklepów oraz zakład mechaniczny i warsztat szkutniczy. Miasteczko posiada główny pirs załadowczo-wyładowczy dla statków.

## Transport i komunikacja
Podróżni przybywają na Chatham zazwyczaj drogą powietrzną z Christchurch, Auckland lub Wellington (około 1,5–2 godz. z Christchurch samolotem Convair 580). Towary przewożone są głównie drogą morską (4–5 dni).
Jakkolwiek wyspy Chatham są częścią Nowej Zelandii, a więc nie ma formalności paszportowo-celnych, podróżnym zaleca się wcześniejsze zarezerwowanie miejsc zakwaterowania. Kompanie lotnicze mogą odmówić przewozu pasażerów nie posiadających takiej rezerwacji. Ponadto na wyspach nie ma żadnej firmy przewozowej, obowiązek przewozu podróżnych biorą na siebie kwaterodawcy.
Przez wiele lat transport lotniczy zapewniał Bristol Freighter, powolny i hałaśliwy samolot transportowy, do którego wnętrza wmontowano kabinę pasażerską z fotelami i toaletą. Samolot ten służył głównie do przewozu wysoko cenionych miejscowych skorupiaków.
Trawiaste lotnisko w Hapupu, na północnym krańcu głównej wyspy było zbyt niebezpieczne dla większości samolotów – poza Bristol Freighterem – a lądowanie na nim często kończyło się usterkami podwozia. W roku 1991, po wielu latach zabiegów mieszkańców oraz wobec nieuchronnego końca używalności wiekowego Bristol Freightera, wybudowano wreszcie betonowy pas startowy w Karewa (Tuuta Airport) pozwalający na bezpieczne lądowanie nowoczesnych samolotów. Własna wyspiarska kompania transportowa, Air Chathams, obsługuje loty do Auckland w czwartki, do Wellington w poniedziałki, środy i piątki oraz do Christchurch we wtorki. Rozkład jazdy zmienia się sezonowo, ale generalnie samoloty wylatują z Chatham około 10.30 (czasu Chatham) i przybywają na Nową Zelandię około południa. Po zatankowaniu paliwa, startują około godz. 13 do lotu powrotnego na Chatham. Air Chathams posiadają dwa turbośmigłowe samoloty Convair 580, służące zarówno do przewozu towarów jak i pasażerów, oraz pasażerski samolot Fairchild Swearingen Metroliner.
Samolot Black Robin Freighter utrzymuje transport towarowy z Timaru i Napier.
Poza krótkim odcinkiem drogi utwardzonej pomiędzy Waitangi i Te One wszystkie drogi na wyspach to drogi szutrowe.